# 朝鲜的堕胎

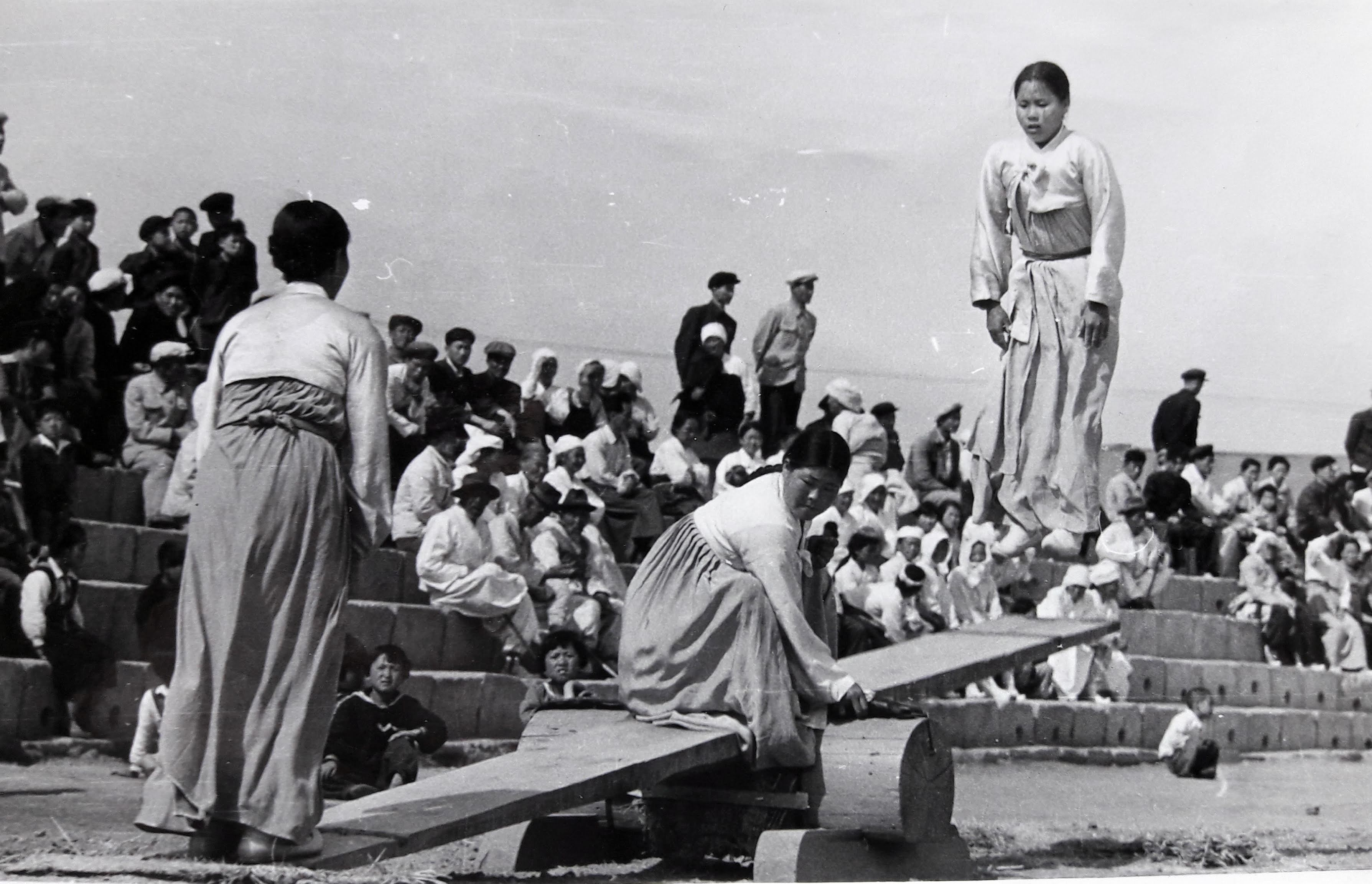
朝鲜女性的照片

在朝鲜历史上，堕胎大部分时间都是非法的，除了1983年堕胎合法化，直到1993年再次被禁止。然而，朝鲜的堕胎法往往都执行不力。在20世纪70年代，堕胎似乎普遍可以被容忍，而且现代化的避孕措施也随处可见。2015年通过的一项法律禁止使用避孕设备，并对提供堕胎服务的人处以罚款和监禁。由于医院缺乏避孕药具和堕胎服务，导致不安全堕胎数量增加。
朝鲜监狱和拘留所中的强制堕胎通常由国家安全官员实施。残疾人、政治犯以及被政府官员或狱警强奸而导致怀孕的人也会被强制性堕胎。官方的种族纯洁性意识形态要求终止可能导致一半中国血统婴儿的怀孕。被卖到中国卖淫或结婚，然后被强制遣返的朝鲜妇女们，如果怀有非朝鲜血统的婴儿，就会被堕胎。

## 历史
在朝鲜的大部分历史时期，人们对堕胎状况的了解一直都很零散。堕胎似乎在朝鲜历史早期就被禁止。到了20世纪70年代，尽管有禁令，但堕胎似乎普遍得到容忍。
20世纪七八十年代，朝鲜推行现代避孕措施。自20世纪70年代中期起，产科医院的产妇咨询中心开始提供口服避孕药、避孕套和宫内节育器(IUD)。随着朝鲜文化的日益性开放，再加上 20 世纪 80 年代末卖淫活动兴起，婚前怀孕和婚外怀孕现象也随之增加。堕胎于1983年合法化，但在1993年再次被禁止。尽管20世纪90年代政策转向鼓励生育，但避孕药具仍然可用。
1998年人口研究所人口研究所的生殖健康调查显示，朝鲜已婚女性的堕胎率为1.77%。随着计划生育服务的推广，到2001年，堕胎率下降到1.11%。根据联合国开发计划署2014年社会经济人口与健康调查显示，11%的朝鲜已婚女性曾堕过胎。没有证据表明朝鲜存在针对胎儿性别的选择性堕胎。

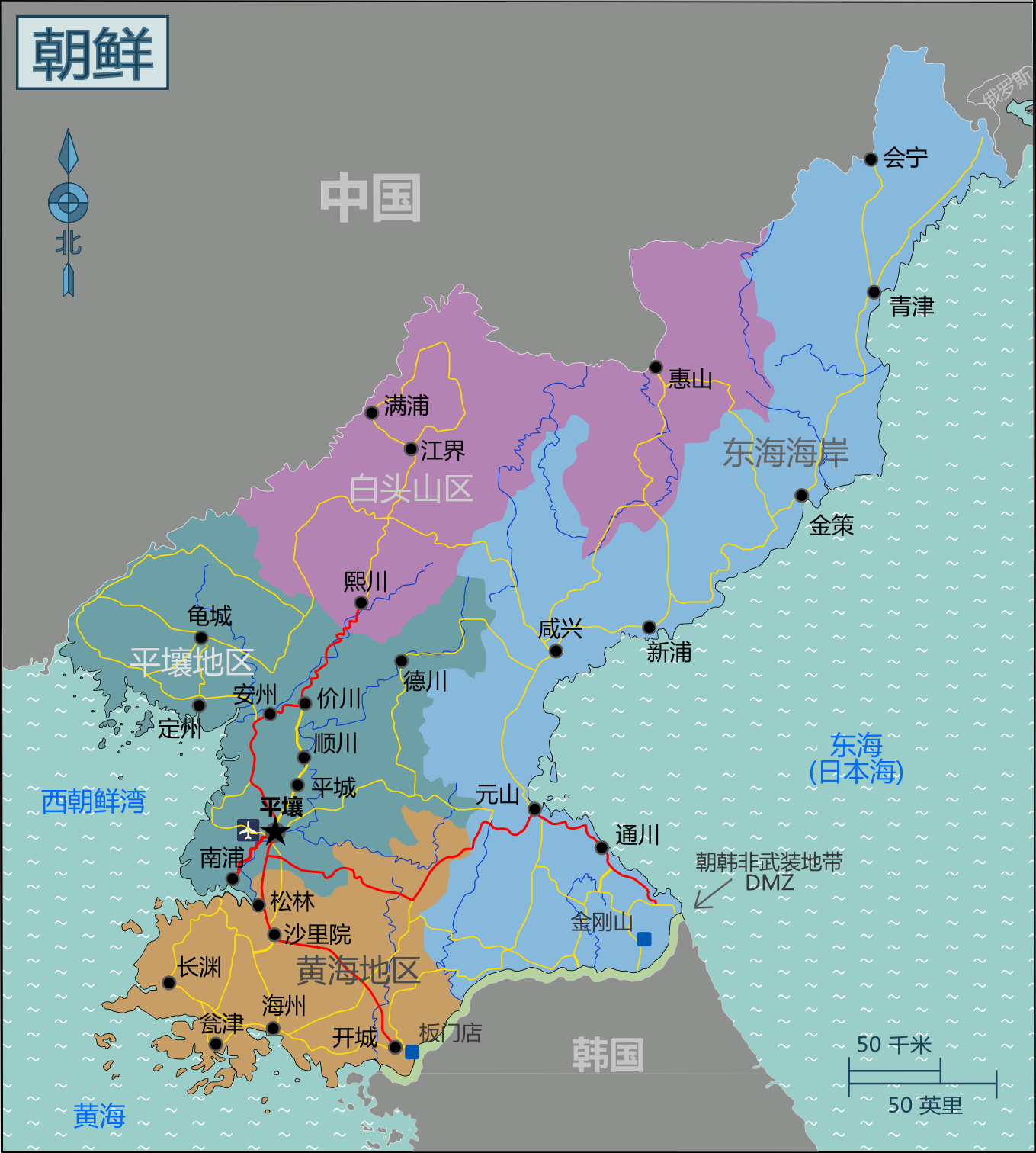
朝鲜地图

2015年10月，朝鲜当局禁止堕胎和植入宫内节育器等避孕装置，以“扭转这个孤立国家不断下降的生育率”。据自由亚洲电台报道，朝鲜国内一名消息人士表示，实施堕胎的妇科医生将被罚款，非妇科医生将被处以最高三年监禁。2015年之前，朝鲜已经“对实施非法堕胎和使用避孕装置的人进行了处罚”，但目前尚不清楚这些处罚的执行频率。未婚朝鲜女性在医生或助产士家中接受避孕手术和非法堕胎，以避免被发现。医院缺乏避孕药具和堕胎服务，导致不安全堕胎增加，尤其是在惠山等偏远地区。

## 强制堕胎

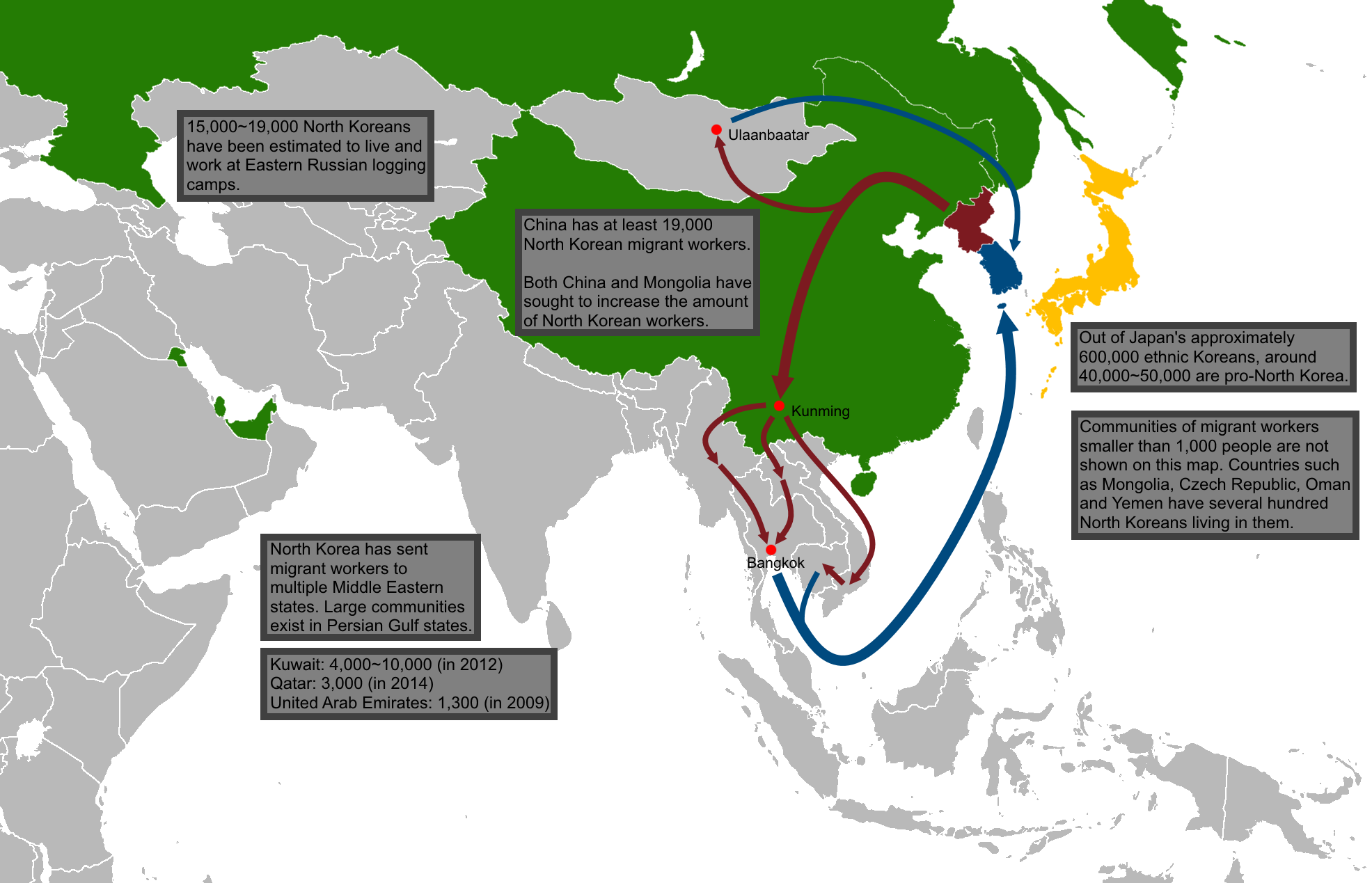
朝鲜脱北者的走线图

据脱北者和非政府组织的报道，朝鲜妇女曾遭到国家安全官员的强制堕胎。在中国怀孕并被强制遣返回朝鲜的朝鲜妇女被强制堕胎的情况尤为常见。早在 2002 年，就有报道称监狱中存在强制性堕胎和杀婴行为。
朝鲜人口贩运的受害者被迫在中国结婚和卖淫，如果试图逃跑，就会被强制遣返回朝鲜。2022 年 6 月，朝鲜人权委员会和国际律师协会战争罪行委员会报告称，一项多年调查显示，朝鲜的政策是“强制终止怀孕，导致婴儿有一半中国血统”。报告的结论是，这项政策“受到官方意识形态的驱动，强调不惜一切代价保持朝鲜种族纯洁的重要性”。
据报道，政治监狱营地 ( kwallisos ) 的狱警强奸囚犯后，也会出现强制堕胎的情况。 根据美国国务院 2022 年的一份报告，残疾人、政治犯和被政府官员强奸而怀孕的人也经常遭到强制堕胎。 1992 年的一项研究发现，高危妊娠受到严密监控，在怀孕第六个月进行超声检查后，对畸形胎儿进行了堕胎。

## 笔记
1. 1966年朝鲜的生育率为6.5。20世纪70年代，韩朝两国的生育率均大幅下降，1988年朝鲜的生育率为2.5，2013年为2.0。[4][12]